# Oleksandr Sinowjew
Oleksandr Mychajlowytsch Sinowjew (ukrainisch Олександр Михайлович Зінов'єв, russisch Александр Михайлович Зиновьев; * 3. Mai 1961 in Welikije Luki; † 21. Februar 2005 in Cincinnati) war ein ukrainischer Radrennfahrer, der in der Sowjetunion aktiv war, und Weltmeister im Radsport.

## Sportliche Laufbahn
Sinowjew war im Straßenradsport aktiv. Er feierte seinen größten Erfolg als Amateur, als 1983 er mit Sergei Nawolokin, Juri Kaschirin und Oleh Tschuschda Weltmeister im Mannschaftszeitfahren in der Schweiz wurde. 1985 wurde das sowjetische Team in der Besetzung Oleksandr Sinowjew, Ihar Sumnikau, Wiktor Klimow und Wassyl Schdanow erneut Weltmeister.
1984 siegte er in der Niedersachsen-Rundfahrt, wobei er zwei Etappen und das Punkteklassement gewann. Im Milk Race gewann er eine Etappe. 1985 siegte er in der Kuba-Rundfahrt. 1987 wurde er Zweiter im Milk Race hinter Malcolm Elliott und hinter Petar Petrow Zweiter in der Bulgarien-Rundfahrt. 1982 wurde Sinowjew Meister der Sowjetunion im Etappenrennen, 1983 gewann er die nationale Meisterschaft im Mannschaftszeitfahren. 1984 wurde er nationaler Meister im Straßenrennen vor Oleg Logwin. 1982 wurde er Dritter der UdSSR-Rundfahrt. 1985 gewann Sinowjew eine Etappe und die Punktewertung in der Tour de l’Avenir, im Endklassement kam er auf dem 28. Rang. 1986 war er auf zwei Etappen der Troféu Joaquim Agostinho erfolgreich. 1987 gewann er die 2. Etappe des Circuit Cycliste Sarthe. 1985 bestritt er die Internationale Friedensfahrt und belegte den 22. Rang im Endklassement.
Von 1989 bis 1992 war er als Berufsfahrer aktiv. Er begann seine Karriere als Profi im  Radsportteam Alfa Lum. In der Vuelta a España 1989 wurde er 132. des Endklassements. 1992 hatte er seinen einzigen Sieg als Profi, als er eine Etappe der Volta ao Alentejo für sich entschied.
Er kam 1990 aufgrund eines Austauschprogrammes zwischen Charkiw und Cincinnati in die USA. Er wurde 2001 US-Bürger und arbeitete in den letzten Jahren bei UnitedHealth. 2004 erkrankte er an Magenkrebs und starb 2005 im University Hospital, Cincinnati.